# Віллард Бойл
Віллард Бойл (англ. Willard Boyle; 19 серпня 1924 — 7 травня 2011) — американський фізик канадського походження, лауреат Нобелівської премії з фізики за 2009 рік. Розділив половину премії з Джорджем Смітом «за розробку оптичних напівпровідникових сенсорів — ПЗЗ-матриць». Другу половину отримав Чарльз Као.

### Винахід приладу із зарядовим зв'язком
У 1969 році Бойл і Сміт винайшли прилад із зарядовим зв'язком (ПЗЗ), за який вони спільно отримали Медаль Стюарта Баллантайна Інституту Франкліна в 1973 році, Премію пам'яті Морріса Лібманна (1974), Премію Чарльза Старка Дрейпера (2006) і Нобелівську премію з фізики (2009). ПЗЗ-матриця дозволила НАСА надсилати чіткі зображення на Землю з космосу. На основі цій технології працюють багато цифрових камер. Сміт сказав про свій винахід: «Після того, як ми зробили першу пару пристроїв для отримання зображень, ми точно знали, що хімічна фотографія вмерла.. Майкл Френсіс Томпсет, колишній співробітник Bell labs, стверджує, що використування ПЗЗ у фотографії винайшов не Бойл. Бойл був виконавчим директором з досліджень Bell Labs з 1975 року до виходу на пенсію в 1979 році.